# Diego de Bersabal
Juan de Bersabal, también transcrito como Bercebal o Berzabal, más conocido por su nombre de religioso, fray Diego de Bersabal (Ambel, siglo XVII - Convento de San Francisco (Zaragoza), 1707) fue un militar, religioso, farmacéutico y escritor español del siglo XVII.

## Biografía
Natural de Ambel, estudió Filosofía en la universidad de Zaragoza patrocinado por su paisano, el franciscano José Antonio de Hebrera y Esmir. Sin embargo, su juventud fue turbulenta, con problemas con la justicia que le hicieron alistarse en el ejército y abandonar el país.
Así participó en la campaña del Franco Condado durante la guerra de Devolución de 1667 y estuvo un tiempo en la armada española, envuelto en más pendencias y duelos. Posteriormente sirvió en el ejército del emperador Leopoldo I de Austria durante la Gran Guerra Turca. Su experiencia militar le ganó el favor del embajador español en Viena y de las autoridades austríacas, lo que le granjeó el empleo de coronel.
A su vuelta a España, sufrió un cambio vital. Se hizo religioso, tomando el nombre de Diego. Entró en la orden franciscana y volvió a Aragón para servir en varios hospitales, llegando a ser enfermero mayor del de Zaragoza. Se dedicó al estudio para ello, y aprendió de intelectuales de su época como el oscense Vincencio Juan de Lastanosa además de autores extranjeros como Nicolás Lemery.
Consta como autor de un Recetario Medicinal Espagírico publicado póstumamente en 1713 por el síndico del convento donde había ejercido. La obra tuvo éxito en su tiempo, siendo reeditada en 1734 y fue recogida posteriormente en el catálogo de autores aragoneses de Félix Latassa y Ortín en el siglo siguiente. En el siglo XX, ha sido revisada por autores como Eugenio Portela Marco por su valor para el estudio del estado del arte de la química en el siglo XVII, que muestra la transición desde la alquimia a una ciencia moderna. La obra es igualmente valorada por los historiadores de la medicina, al aportar una descripción de los hospitales conventuales, testimonios de la relación entre médico y enfermos en el siglo XVII y una de las primeras descripciones del trabajo de enfermería y sus relaciones con otras profesiones sanitarias.